# Privatizarea apei

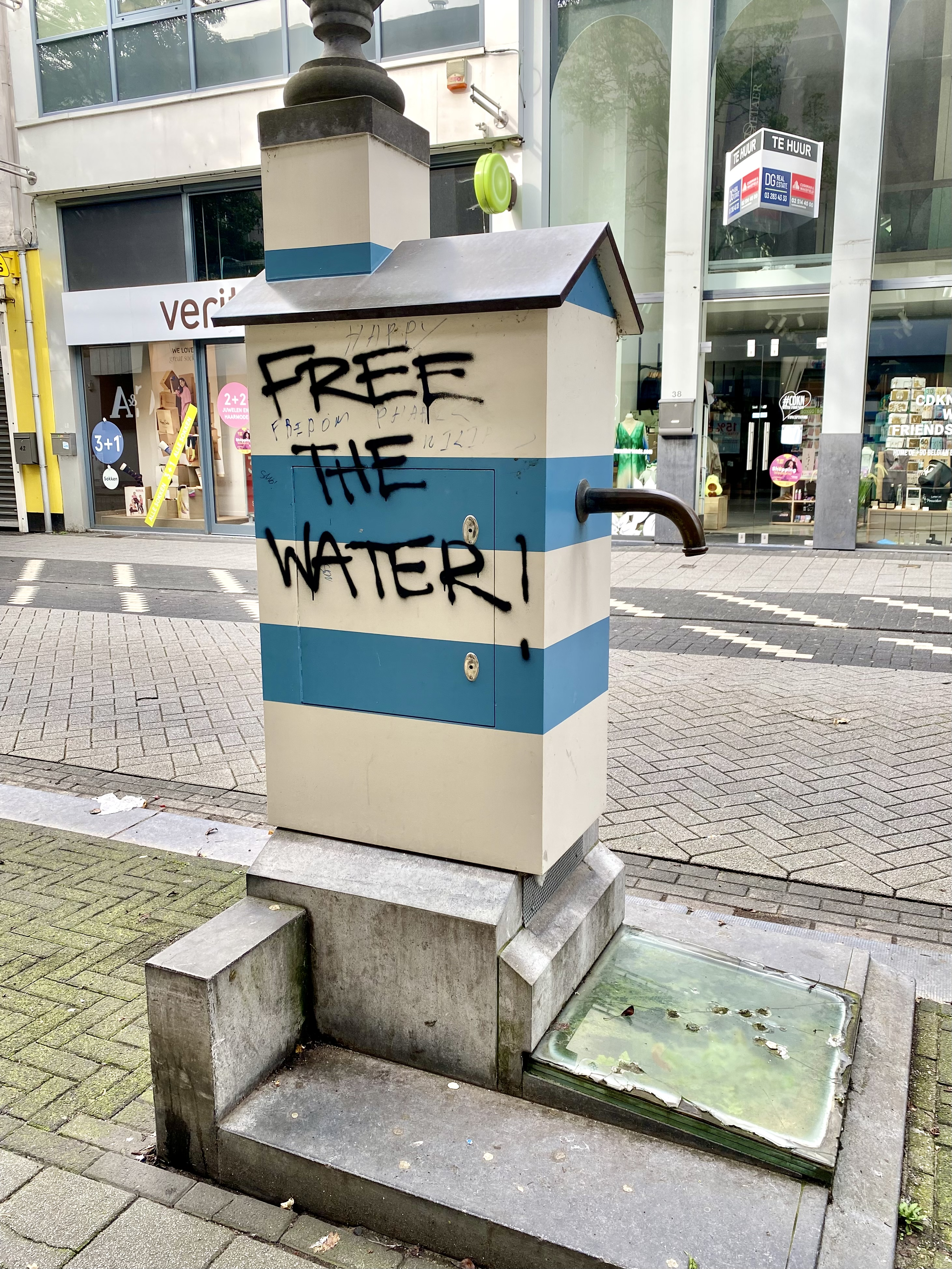
Grafitti împotriva închiderii unei fântâni publice și a privatizării apei în Turnhout, Flandra

Privatizarea apei reprezintă implicarea din sectorul privat în serviciile de alimentare cu apă și de asanare. Istoria privatizării apei a cunoscut suișuri și coborâșuri, în funcție de piața economică și politică. Una dintre cele mai comune forme de privatizare este parteneriatul public-privat (PPP, 3P sau P3). PPP permit o combinație de proprietate publică și privată și/sau management al infrastructurii și al surselor de apă și asanare. Potrivit susținătorilor, pe lângă dezvoltarea eficienței și a calității serviciilor, privatizarea ar mări și beneficiile financiare. Există mai multe regementări legale pentru sistemul actual de privatizare.
Implicarea sectorului privat în alimentarea cu apă și asanare este controversată. Susținătorii sectorului privat afirmă că s-au înregistrat progrese în ceea ce privește eficiența și calitatea serviciilor pentru utilități. În plus, că a dus la o creștere a investițiilor și a contribuit la un nivel mai mare de acces. Sunt menționate ca exemple orașele Manila, Guayaquil, București, mai multe orașe din Columbia și Maroc, precum și Côte d'Ivoire și Senegal. Pe de altă parte, criticii argumentează că implicarea sectorului privat a dus la creșterea tarifelor, iar sistemele privatizate de alimentare cu apă nu sunt compatibile cu respectarea dreptului internațional la apă al oamenilor, ajungându-se ca apa publică să nu mai fie publică. Tot criticii menționează eșecul unor privatizări abandonate din Cochabamba și Dar es Salaam, sau sistemele private de alimentare cu apă din Jakarta și Berlin. În 2019 Austria a interzis prin constituție privatizarea resurselor de apă. Modelele de privatizare a apei din Buenos Aires și Anglia sunt date ca exemplu atât pozitiv, cât și negativ. 
Cifrele care indică accesibilitatea apei în cadrul sectorului privat afișează și controversa legată de sursele private de alimentare cu apă: una dintre aceste surse susține că în 2011, la nivel global, 909 milioane de oameni au fost alimentați cu apă de către furrnizori privați, față de 681 milioane în 2007. Cifrele au inclus și oamenii deserviți de companiile publice care au transferat către sectorul privat doar o parte din construcții, operațiuni și echipamente, cum ar fi conductele pentru apele reziduale. Banca Mondială a estimat că numărul populației din țările în curs de dezvoltare aprovizionate direct de furnizorii de apă din sectorul privat în 2007 era mult mai mic, respectiv 170 milioane. Dintre aceștia, doar 15 milioane de oameni, toți din Chile, erau aprovizionați de companii private. Restul erau aprovizionați de companii publice, care prin contracte de concesiune, management sau închiriere aveau conducere privată.

## Istoric

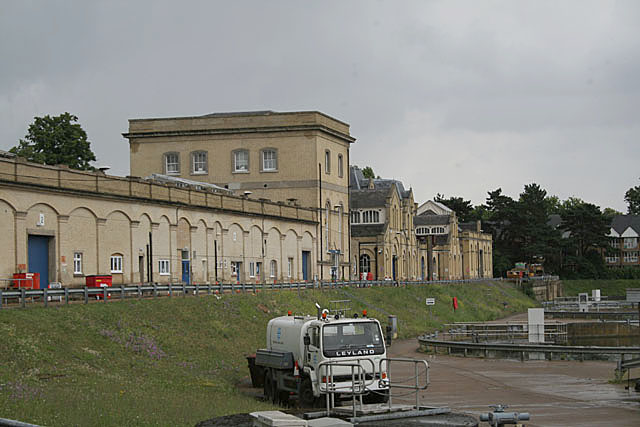
Hampton Waterworks din Londra a fost vândută în 1989 în cadrul privatizării alimentării cu apă în Anglia

Spre sfârșitul sec. al XIX-lea, serviciile private de alimentare cu apă erau răspândite în Europa, SUA și America Latină. Treptat, până la începutul sec. al XX-lea, și-au pierdut din importanță deoarece nu reușeau să asigure un acces satisfăcător, în timp ce serviciile publice câștigau tot mai mult teren. La începutul anilor 1990, serviciile private de alimentare cu apă au cunoscut o nouă creștere, ca urmare a acțiunilor de privatizare organizate de Margaret Thatcher în Anglia și Țara Galilor, căderea comunismului și afirmarea politicilior de piață liberă. Banca Mondială și Fondul Monetar Internațional au jucat un rol crucial în cadrul acestui proces prin împrumuturile acordate.
În Anglia și Țara Galilor, primele companii private în domeniul apei au apărut încă din sec. al XVII-lea. În 1820, în Londra funcționau șase companii de apă private. Cu toate acestea, s-a înregistrat o scădere pe piață a consumului de apă privată de la 40% în 1860 la 10% în 1900. În anii 1980, procentul înregistrat în Anglia și Țara Galilor era de 25%. Situația s-a schimbat complet în 1989 când guvernul conservator condus de Margaret Thathcer a privatizat toate companiile publice de alimentare cu apă și canalizare din Anglia și Țara Galilor. În Scoția, unde conducea Partidul Laburist, s-au păstrat sistemele publice de alimentare cu apă.

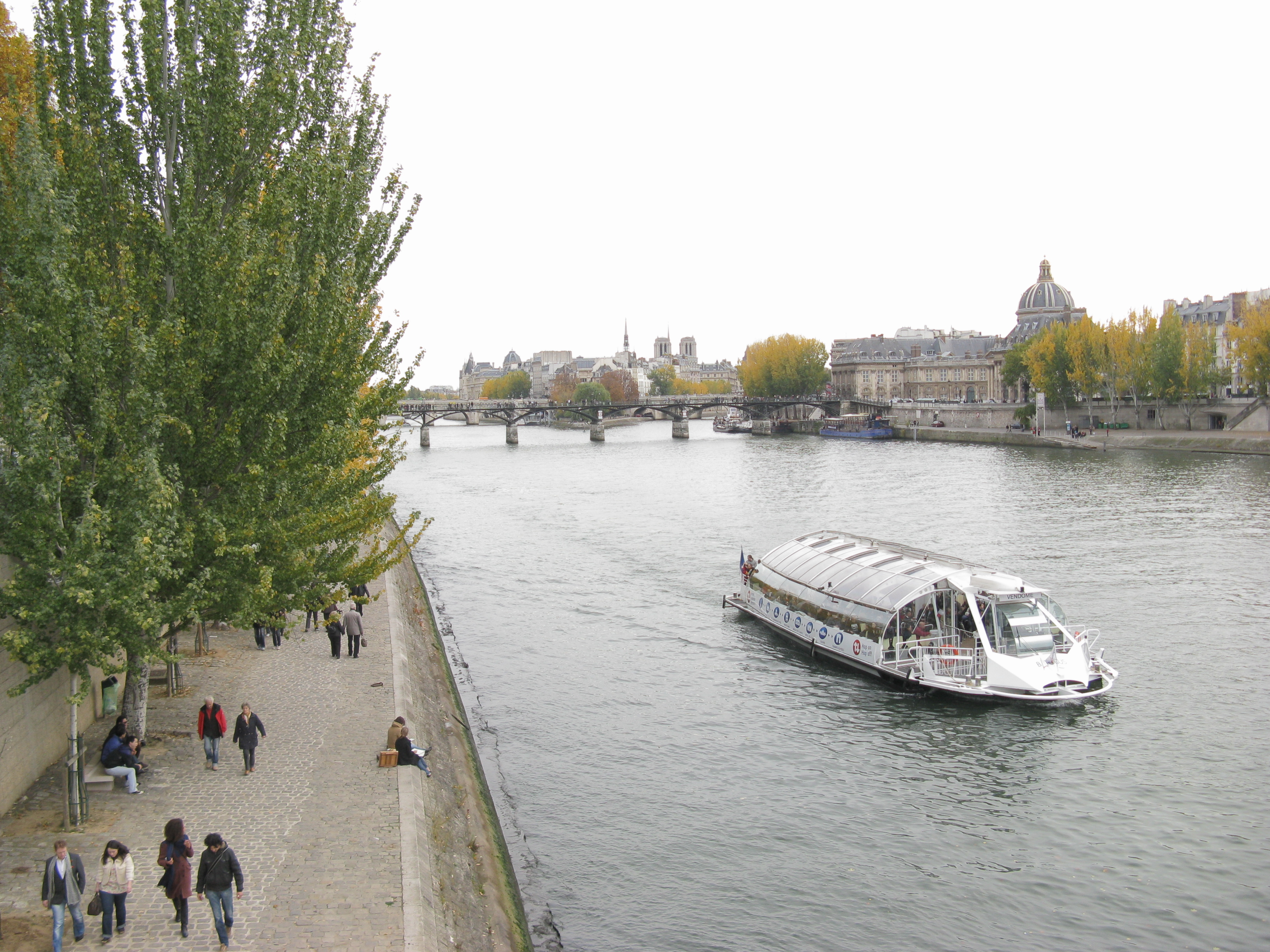
Alimentarea cu apă din Paris a fost administrată de două companii private din 1985 până în 2010, fiecare responsabilă de jumătate din oraș

Pe de altă parte, în Franța întotdeauna a existat o colaborare între sistemul public și privat, cu fluctuații de-a lungul timpului. Cele mai mari companii private sunt Veolia Environnement, anterior Compagnie Générale des Eaux și apoi Vivendi Environnement, și Suez Environnement, anterior Lyonnaise des Eaux și apoi Ondeo. Compagnie Générale des Eaux a fost fondată în 1853, iar Lyonnaise des Eaux în 1880. La sfârșitul sec. al XIX-lea, guvernele municipale, nemulțumite de tarifele ridicate și lipsa rețelelor de apă în cartierele sărace, nu au mai reînnoit contractele private și au creat în schimb servicii deținute de municipalitate. Procentul operatorilor privați a scăzut la 17% în 1936. Cifrele au crescut treptat până la 32% în 1954, 50% în 1975 și 80% în 2000, folosind un nou model. În locul contractelor de concesiune, în care responsabilitatea de a finanța investițiile revenea companiei private, în noile contracte de închiriere (affermages) operatorul privat era responsabil doar de funcționare și întreținere, iar investițțile majore deveneau astfel responsabilitatea municipalității. De asemenea, companiile franceze de alimantare cu apă au scăpat de naționalizările de după război și apoi din timpul președintelui François Mitterrand, deoarece guvernul central nu dorea să intervină în autonomia municipalităților și nu era dispus să finanțeze investiții masive.Alimentarea cu apă a orașului Paris a fost privatizată în 1985, când un primar conservator a acordat două contracte de închiriere, fiecare acoperind jumătate de oraș. În 2010, un primar socialist a remunicipalizat sisitemul de alimentare cu apă din capitala franceză.

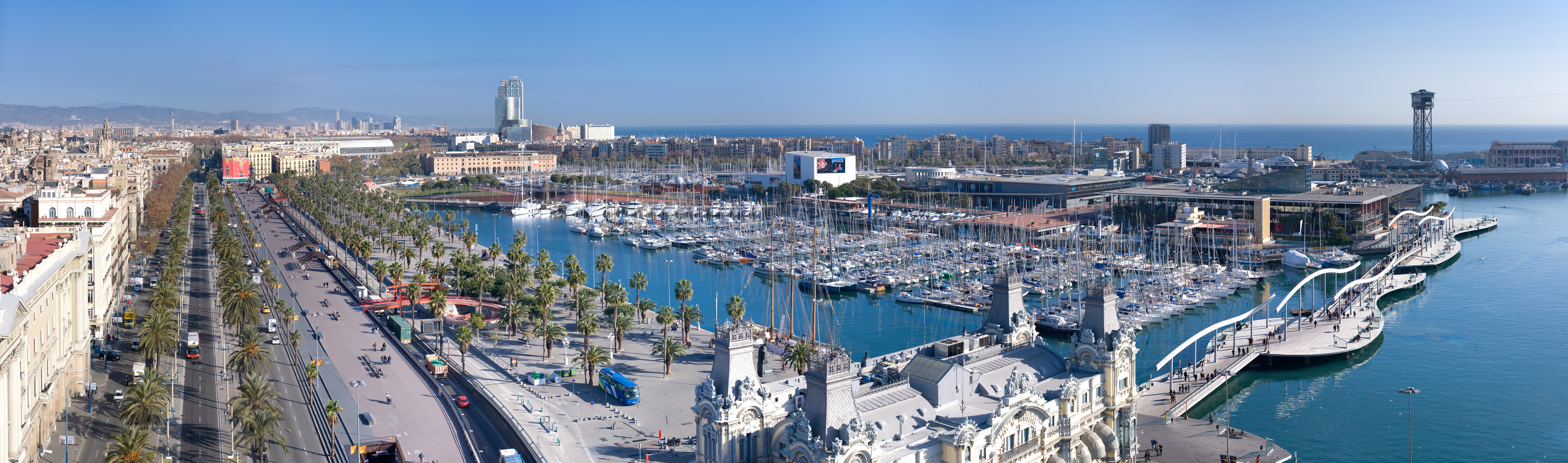
Alimentarea cu apă în Barcelona este administrată începând cu 1867 de o companie privată, Aguas de Barcelona

În Spania, companiile private de apă și-au menținut poziția și s-au încadrat în curentul mondial de la sfârșitul sec. al XIX-lea și începutul sec. al XX-lea. Cea mai mare companie privată de alimentare cu apă din Spania este Aguas de Barcelona. Creată de investitori francezi și belgieni, a fost vândută investitorilor spanioli în 1920, însă a revenit treptat sub controlul francezilor la începutul sec. al XXI-lea.
În Germania, o companie privată britanică de alimentare cu apă a instalat primul sistem de conducte de apă și tratare a apei, în Berlin, în 1852, însă orașul, nemulțumit de lipsa de investiții în sistemul de canalizare, a anulat contractul în 1873. În 1887 a fost înființat Gelsenwasser, care este în continuare un furnizor important de apă în districtul Ruhr. Sectorul german de alimentare cu apă a fost dintotdeauna dominat de serviciile deținute de municipalitate. Totuși, sistemul de apă din Berlin a fost privatizat parțial în 1999 din motive financiare.
În SUA, 60% din sistemele de conducte de apă au fost privatizate în 1850. Însă procentul a scăzut la 30% în 1924. Începând cu 2010, 2000 de servicii de apă din SUA au trecut sub conducerea unui parteneriat public-privat, un efort comun al grupului privat și al municipalității respective.

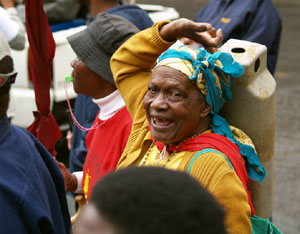
Demonstrație în Johannesburg, împotriva privatizării apei, decembrie 2008

În Chile, regimul dictatorial Pinochet a proclamat prin constituția din 1980 legile privind apa, care reprezintă baza sistemului de alimentare cu apă în Chile. În plus, guvernul a promulgat Codul apei din 1981, un regim legal prin care se elimina implicarea guvernului în controlul sistemului de alimentare cu apă, iar cetățenilor li se permitea dreptul de a exploata resurse de apă. Prin Codul apei, guvernul din Chile a reușit să obțină privatizarea apei, sistem ce încă funcționează. Astfel, guvernul a redus implicarea sa în administrarea resurselor de apă; prin urmare, 90% din rezervele de apă potabilă din Chile sunt controlate de corporațiile transnaționale. Acest sistem însă cauzează și un dezechilibru în distribuirea drepturilor asupra apei în Chile. De exemplu, deoarece Codul apei permite companiilor să exploateze resursele de apă, 71% din rezervele de apă din Chile sunt folosite pentru irigații, fiind echivalentul unui consum anual pentru 243 milioane de locuințe. Această distribuție inegală a drepturilor de consum produce o penurie de resurse de apă pentru cetățenii din Chile.
Companiile private de apă europene și locale s-au extins în America Latină, Africa și Asia începând cu cea de-a doua jumătate a sec. al XIX-lea, în timp ce în Europa au cunoscut o perioadă de declin. În Uruguay, rezervele de apă s-au aflat sub conducere privată din 1867 până în 1950; în Buenos Aires, pentru o scurtă perioadă între 1887 și 1891, apoi între 1993 și 2006; în Cairo și Alexandria, între 1867 și 1956; în Beirut, din sec. al XIX-lea până în 1951; în Shanghai din 1875 până în 1949; în Casablanca din 1914 până în 1962 și apoi după 1997; în Senegal până în 1971 și apoi din nou după 1996; în Côte d'Ivoire din epoca colonială până în prezent, fără întrerupere.
În Europa Centrală și de Est, companiile private s-au extins la sfârșitul anilor 1990, mai ales în Bulgaria, Republica Cehă, Ungaria și România.
Cu toate acestea, unele sisteme de privatizare a apei au dat greș, cele mai cunoscute cazuri fiind în 2000, în Cochabamba, Bolivia, ceea ce a creat premisele unui nou pragmatism și o reducere a accentului pe privatizare, apoi în 2019, când Austria a interzis prin constituție privatizarea rezervelor de apă.

## Forme de privatizare
În linii mari, există două forme de participare a sectorului privat în alimentarea cu apă și canalizare. Într-o privatizare completă, activele sunt vândute definitiv unui investitor privat. Într-un parteneriat public-privat, proprietatea asupra activelor rămâne publică și doar anumite funcții sunt delegate unei companii private pentru o anumită perioadă. Privatizarea completă a serviciilor de alimentare cu apă și canalizare a devenit o excepție, fiind limitată la Anglia, Chile și unele orașe din Statele Unite. Parteneriatele public-privat (PPP) sunt în prezent cea mai comună formă de participare a sectorului privat la alimentarea cu apă și canalizare.
Cele mai comune forme de PPP, în ordinea responsabilităților crescânde pentru partenerul privat, sunt:
- contract de management, care prevede că operatorul privat este responsabil doar de funcționarea sistemului, în schimbul unei taxe care este într-o anumită măsură direct propoțională cu performanța. Investiția este finanțată și derulată de sectorul public. Durata contractului este, de regulă, între 4 și 7 ani.
- contract de închiriere, care prevede că bunurile sunt închiriate operatorului privat care primește o parte din profit. Prin urmare, implică un risc comercial mai mare decât în cazul unui contract de management. Investiția este finanțată și derulată aproape în întregime de sectorul public. Durata tipică este de 10-15 ani.
- o companie cu proprietate mixtă în care un investitor privat deține o cotă minoritară într-o companie de apă, cu responsabilitatea deplină a managementului învestită partenerului privat.
- contractul de concesiune, care prevede că operatorul privat este responsabil pentru rularea întregului sistem. Investiția este finanțată și realizată în mare parte sau integral de operatorul privat. Durata este de obicei între 20 și 30 de ani.

Concesiunile sunt cea mai comună formă de PPP în alimentarea cu apă și canalizare. Ele sunt urmate de contracte de închiriere, numite și affermages, cel mai frecvent utilizate în Franța și Africa de Vest francofonă. Contractele de management sunt folosite în Arabia Saudită, Algeria și Armenia, printre altele. Companiile cu proprietate mixtă sunt cele mai frecvente în Spania, Columbia și Mexic.
O concesiune pentru construcția unei noi fabrici se numește contract Build-Operate-Transfer (BOT). În baza unui contract BOT, operatorul privat semnează un acord cu un serviciu care achiziționează apă tratată sau servicii de epurare a apelor uzate.

## Motive
Motivele privatizării apei variază de la un caz la altul și adesea determină ce mod de privatizare este ales: contractele de management și de închiriere sunt folosite pentru a crește eficiența și a îmbunătăți calitatea serviciilor, în timp ce vânzările de active și concesiunile urmăresc în primul rând reducerea poverii financiare sau extinderea accesului. Motivele ideologice și influențele externe au, de asemenea, un rol important, întrucât ideologia liberală a pieței favorizează privatizarea, ideologiile de stânga se opun, iar conservatorii și centriștii se situează între aceste două extreme, adesea bazate pe considerații locale și de afaceri. De obicei, mai multe dintre motivele de mai sus sunt combinate.

### Creșterea eficeinței și îmbunătățirea calității serviciilor
Privatizarea apei este văzută de unii ca o soluție pentru îmbunătățirea sistemelor publice de utilități de apă prost gestionate. Simptomele managementului defectuos pot include colectarea scăzută a facturilor de apă, pierderi mari de apă (cunoscute sub numele de apă fără venituri) și alimentarea intermitentă cu apă, care durează uneori doar câteva ore pe zi sau câteva zile pe săptămână. În Algeria, Arabia Saudită, Columbia și Cuba, creșterea eficienței și îmbunătățirea calității serviciilor au fost principalele motive pentru privatizarea apei. În aceste cazuri, argumentul privatizării apei se bazează pe convingerea că, prin adoptarea unei abordări bazate pe piață a gestionării apei, furnizorul de servicii va fi stimulat prin profit pentru a crește eficiența și a îmbunătăți calitatea serviciilor. Unii critici susțin că această convingere este greșită, deoarece sectorul utilităților de apă este de obicei monopolizat de o companie privată. Ei susțin că acest lucru contracarează multe dintre avantajele asociate cu economia de piață, deoarece fără concurență între mai multe întreprinderi de servicii de apă, nu există nimic care să reducă prețurile și să crească nivelurile de eficiență.

### Influențe externe
Influențele externe, cum ar fi cele ale Băncii Mondiale și ale Fondului Monetar Internațional (FMI), joacă adesea un rol în decizia guvernelor de a privatiza apa, așa cum a fost cazul în Bolivia și în mai multe țări africane. Această influență poate lua forma unor programe de ajustare structurală, prin care un împrumut de dezvoltare este acordat cu condiția ca țara beneficiară să-și privatizeze sistemul de utilități de apă. Alte agenții de ajutor au susținut și privatizarea apei. Acestea includ Banca Inter-Americană de Dezvoltare (de exemplu, în Ecuador, Columbia și Honduras), Banca Asiatică de Dezvoltare (de exemplu, în China), Banca Europeană pentru Reconstrucție și Dezvoltare în Europa de Est, cooperarea germană pentru dezvoltare prin KfW (de exemplu, în Albania, Armenia, Iordania și Peru), cooperarea franceză pentru dezvoltare (de exemplu, în Senegal) și cooperarea britanică pentru dezvoltare (de exemplu, în Tanzania și Guyana). Criticii susțin că aceste influențe externe sunt problematice și că influențarea privatizării apei face parte dintr-o mișcare mai largă a puterilor occidentale care impun neoliberalismul țărilor din Sudul Global. În Marea Britanie, Mișcarea pentru Dezvoltare Mondială a făcut campanie împotriva sprijinului privatizării apei prin ajutor din partea Regatului Unit.

### Motive financiare
În unele cazuri, în care accesul este deja universal și calitatea serviciilor este bună, motivele financiare domină, așa cum a fost cazul în Berlin, Germania și Chile. La Berlin, guvernul de stat a vândut o cotă de 49,9% din utilitatea sa de apă în 1999 pentru 1,69 miliarde de euro în schimbul unui profit garantat pentru acționarii privați în valoare de rata dobânzii la obligațiunile de stat pe 10 ani plus 2%, așa cum este specificat într-un contract care a fost păstrat confidențial până când guvernul statului a fost forțat printr-un referendum să îl facă public. Drept urmare, tarifele au crescut (15% doar în 2004) și veniturile guvernului de stat din companie au scăzut în comparație cu situația de dinainte de privatizare (profit de 168 milioane de euro pentru stat în 1997 față de o pierdere de 10 milioane de euro în 2003). În Chile, unde înainte de privatizare nu existau stații de tratare a apelor uzate, dorința guvernului de a finanța construcția acestora în afara bugetului a determinat privatizarea în 1998.
Motivele financiare pentru privatizarea apei sunt, de asemenea, comune în țările în care accesul la apă și calitatea serviciilor sunt minimale. În orașele cu mahalale în creștere rapidă, este foarte costisitor pentru guvern să își extindă infrastructura sistemului de utilități de apă în ritmul creșterii populației. În plus, menținerea în stare bună a infrastructurii vechi este costisitoare. Astfel, dacă o parte semnificativă a fondurilor publice nu este alocată pentru întreținere, conductele și stațiile de epurare a apelor uzate pot cădea în paragină. Pentru unele țări, costul administrării unui sistem public de utilități de apă devine inaccesibil. În aceste cazuri, privatizarea poate fi văzută ca o posibilă soluție pentru guverne de a atrage investiții private naționale și internaționale.

## Prevalență

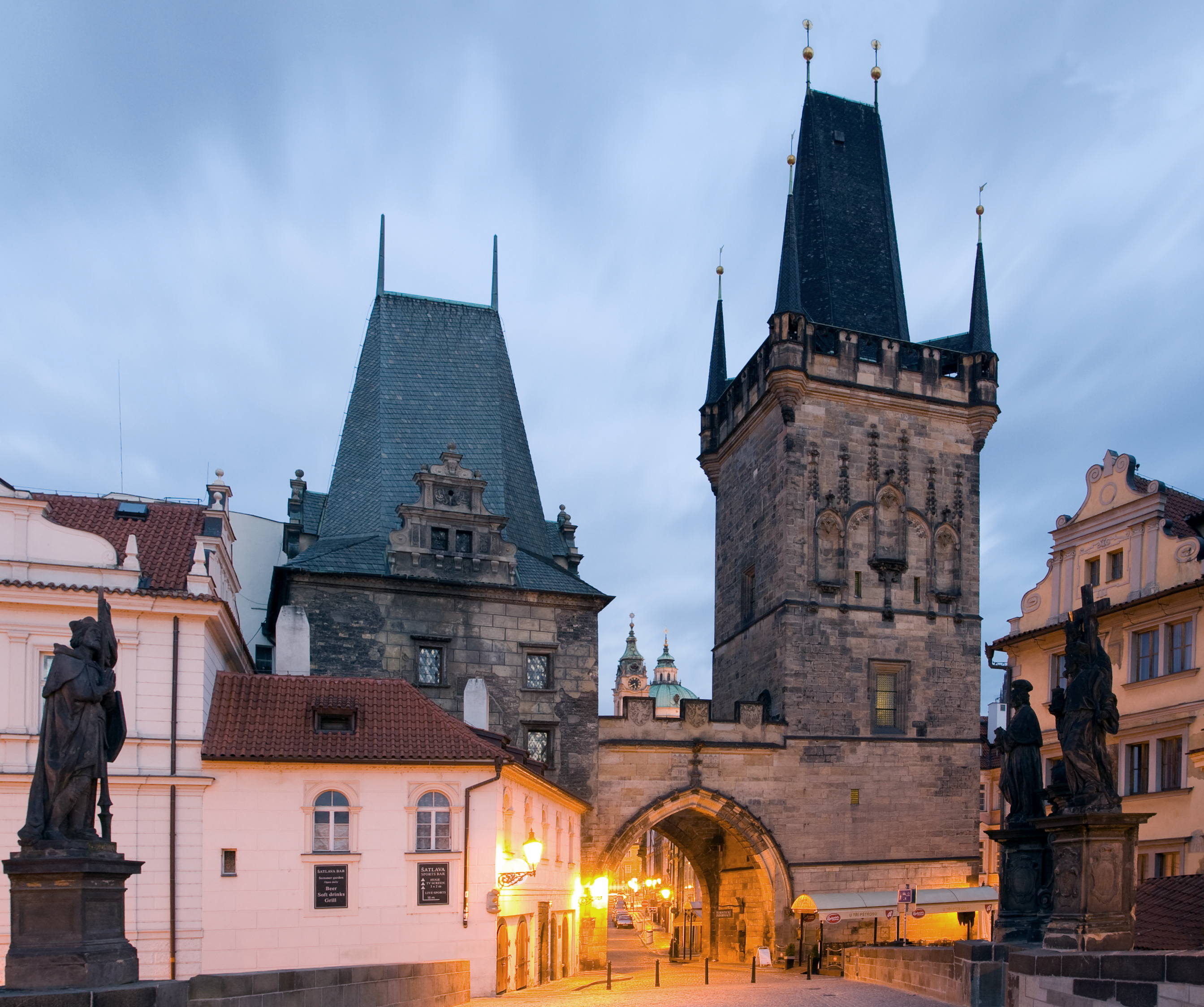
Praga este unul din orașele în care alimentarea cu apă se face de o companie privată

### Prevalența parteneriatelor public-privat
Există estimări foarte diferite ale numărului de persoane deservite de companiile private de apă. Banca Mondială a estimat că, începând cu 2007, aproximativ 270 de milioane de oameni din peste 40 de țări au primit apă de la companii private, inclusiv aproximativ 160 de milioane în țările dezvoltate și 110 milioane în țările în curs de dezvoltare. Cu toate acestea, raportul nu a inclus estimări ale numărului de persoane deservite de companii private pe partea apelor uzate.
Pinsent Masons Water Yearbook folosește o definiție mai largă, incluzând și serviciile de canalizare. Mai important, include, de asemenea, cazurile în care o stație de tratare a apei sau a apelor uzate este operată de o companie privată în numele unei utilități deținute și exploatate public, care deservește clientul final. Pe baza acestei definiții mai ample și ținând cont atât de creșterea populației, cât și de privatizarea apei între 2007 și 2011, se estimează că 909 milioane de oameni din 62 de țări sau 13% din populația lumii au fost deservite de sectorul privat într-o formă sau alta. Aceasta include 309 milioane de oameni în China, 61 milioane în Statele Unite, 60 milioane în Brazilia, 46 milioane în Franța, 23 milioane în Spania, 15 milioane în India și 14 milioane în Rusia. În Anglia și Țara Galilor întreaga populație de 55 de milioane este deservită de companii private. În plus, în Chile, Republica Cehă, Armenia și trei țări africane – Coasta de Fildeș, Gabon și Senegal – companiile private oferă servicii de apă întregii populații urbane. În Ungaria, deservesc aproape jumătate din populație. În Algeria, Columbia, Germania, Italia, Malaezia, Mexic, Maroc, Polonia și Africa de Sud, mai puțin de jumătate din populație este deservită de companii private. În Filipine, Indonezia, Bulgaria, Estonia și Cuba, companiile private de apă deservesc doar capitala.
24 de țări, cum ar fi Argentina, Bolivia, Ghana și Republica Centrafricană, au revenit la managementul public din 2009. Cu toate acestea, 84% din contractele atribuite în principal în anii 1990 erau încă active.
Pe de altă parte, în multe țări, precum Japonia, Canada, Egipt, Pakistan sau Scandinavia, nu există companii private de apă. Nicaragua, Țările de Jos și Uruguay au adoptat legi care interzic privatizarea apei. În Italia, în iunie 2011, o lege care favoriza privatizarea apei a fost abrogată de o majoritate covârșitoare a italienilor printr-un referendum. În 2019, orașul Baltimore, Maryland, a devenit primul oraș important din Statele Unite care a interzis privatizarea apei.
Un raport al Băncii Mondiale enumeră următoarele exemple de parteneriate public-privat de succes în țările în curs de dezvoltare: privatizarea completă în Chile; companiile mixte din Columbia ; concesiunile din Guayaquil în Ecuador, Brazilia, Argentina, Manila de Est în Filipine, Maroc și Gabun; contractele de închiriere în Côte d'Ivoire, Senegal și Erevan în Armenia.

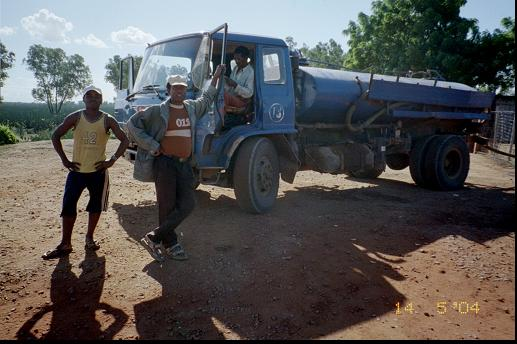
Camion cisternă în Madagascar

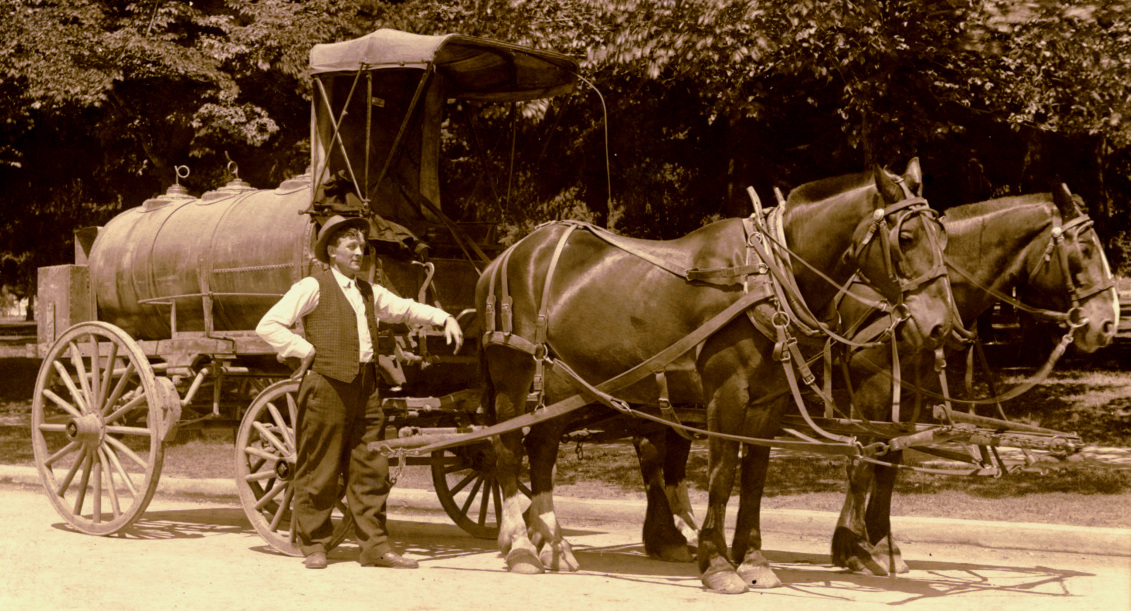
Vechi sistem de aprovizionare cu apă în Oregon

### Operatori la scară mică: celălalt sector privat
Dincolo de privatizarea apei, care implică relații contractuale între un guvern și companii mari înființate în mod oficial, există și „celălalt sector privat” în furnizarea de apă, format din operatori locali la scară mică, adesea informali. Aceștia există în majoritatea orașelor din Sudul Global și oferă uneori apă unei mari părți a populației orașului. De regulă, își desfășoară activitatea în mahalale, deservind oamenii de care nu se îngrijesc autoritățile orașului. Mulți operatori de apă la scară mică furnizează apă prin camioane-cisternă sau cărucioare trase de animale. Alții operează rețele de distribuție a apei alimentate cu puțuri, așa cum este cazul în Asunción, Paraguay, și în Sanaa, Yemen. Operatorii la scară mică pot fi deținuți de întreprinzători individuali sau pot lua forma unor cooperative, așa cum este cazul în Honduras. Operatorii mici nu respectă întotdeauna normele tehnice, iar calitatea apei pe care o furnizează sau tarifele lor nu sunt reglementate corespunzător. De cele mai multe ori, tarifele lor sunt semnificativ mai mari decât cele ale utilităților publice de apă. Acest lucru poate fi atribuit fie profitului, fie pur și simplu costurilor mari de transport din timpul distribuției de apă.

## Selectarea operatorilor privați
Companiile private sunt de obicei selectate prin licitație competitivă internațională și trebuie să aibă experiență anterioară demonstrată. Selecția se face fie printr-o combinație de preț și calitate, fie numai pe baza prețului. În cazul unui contract de management, prețul este comisionul de administrare (comision fix plus comision bazat pe performanță); în cazul unui contract de închiriere este taxa de închiriere pe unitate de apă vândută; într-o concesiune este tariful apei; iar într-o vânzare de active este prețul plătit pentru companie. În unele cazuri - cum ar fi în Casablanca în 1997 și în Jakarta în 1998 - companiile private au fost selectate prin negocieri directe fără licitație competitivă. În alte cazuri, precum Cartagena (Colombia) în 1995, Cochabamba (Bolivia) în 1999 și Guayaquil (Ecuador) în 2000, a fost depusă o singură ofertă. Dacă agențiile de ajutor pentru dezvoltare sunt implicate în finanțarea directă a participării sectorului privat, acestea necesită în mod sistematic licitații competitive. Totuși, în unele cazuri, precum Timișoara, România, Banca Europeană pentru Reconstrucție și Dezvoltare a finanțat investiții paralele, în timp ce o concesiune a fost acordată de guvern în urma unor negocieri directe.

## Forme de privatizare
Fiind monopoluri, toate utilitățile de apă, publice sau private, trebuie reglementate în ceea ce privește aprobările tarifare, calitatea serviciilor, respectarea mediului și alte aspecte. Conștientizarea necesității de a reglementa crește de obicei substanțial atunci când sunt implicați operatori privați orientați spre profit: monitorizarea performanței atât a partenerului privat, cât și a partenerului public, aplicarea sancțiunilor în caz de nerespectare și soluționarea litigiilor devin deosebit de importante. Sarcinile de reglementare depind de forma de participare a sectorului privat. În cadrul unui contract de management, monitorizarea atingerii standardelor de performanță, de care depinde remunerația companiei private, este de obicei realizată de o firmă de consultanță independentă. În cadrul unui contract de concesiune sau în cazul unei vânzări de active, reglementarea tarifelor prin intermediul unei agenții de reglementare sau al guvernului este o funcție de reglementare cheie. Concesiunile de apă sunt frecvent renegociate, rezultând adesea condiții mai bune pentru compania privată. De exemplu, negocierile privind concesiunile din Buenos Aires și Manila au avut ca rezultat reducerea cerințelor de investiții, creșterea tarifelor și indexarea tarifelor la cursul de schimb al dolarului american. Calitatea și puterea reglementării este un factor important care influențează dacă privatizarea apei eșuează sau reușește. Sarcinile, forma și capacitatea entităților publice însărcinate cu reglementarea variază foarte mult de la o țară la alta.